# Algrange
Algrange (fràncic lorenès Oolgrengen) és un municipi francès situat al departament del Mosel·la i a la regió del Gran Est. L'any 2007 tenia 6.343 habitants.

## Demografia

### Població
El 2007 la població de fet d'Algrange era de 6.343 persones. Hi havia 2.694 famílies, de les quals 943 eren unipersonals (399 homes vivint sols i 544 dones vivint soles), 750 parelles sense fills, 754 parelles amb fills i 247 famílies monoparentals amb fills.
La població ha evolucionat segons el següent gràfic:
Habitants censats

### Habitatges
El 2007 hi havia 3.091 habitatges, 2.741 eren l'habitatge principal de la família, 22 eren segones residències i 327 estaven desocupats. 1.068 eren cases i 2.008 eren apartaments. Dels 2.741 habitatges principals, 1.570 estaven ocupats pels seus propietaris, 1.099 estaven llogats i ocupats pels llogaters i 72 estaven cedits a títol gratuït; 66 tenien una cambra, 297 en tenien dues, 640 en tenien tres, 756 en tenien quatre i 982 en tenien cinc o més. 1.505 habitatges disposaven pel capbaix d'una plaça de pàrquing. A 1.267 habitatges hi havia un automòbil i a 906 n'hi havia dos o més.

### Piràmide de població
La piràmide de població per edats i sexe el 2009 era:
| Homes | Edats   | Dones |
| ----- | ------- | ----- |
| 8     | 95 o +  | 4     |
| 12    | 90 a 94 | 48    |
| 12    | 85 a 89 | 72    |
| 16    | 80 a 84 | 72    |
| 80    | 75 a 79 | 132   |
| 180   | 70 a 74 | 216   |
| 204   | 65 a 69 | 252   |
| 164   | 60 a 64 | 208   |
| 120   | 55 a 59 | 120   |
| 212   | 50 a 54 | 176   |
| 212   | 45 a 49 | 236   |
| 168   | 40 a 44 | 196   |
| 204   | 35 a 39 | 244   |
| 240   | 30 a 34 | 216   |
| 216   | 25 a 29 | 244   |
| 140   | 20 a 24 | 176   |
| 240   | 15 a 19 | 176   |
| 220   | 10 a 14 | 172   |
| 160   | 5 a 9   | 172   |
| 156   | 0 a 4   | 112   |

## Economia
El 2007 la població en edat de treballar era de 4.011 persones, 2.873 eren actives i 1.138 eren inactives. De les 2.873 persones actives 2.541 estaven ocupades (1.399 homes i 1.142 dones) i 333 estaven aturades (152 homes i 181 dones). De les 1.138 persones inactives 293 estaven jubilades, 334 estaven estudiant i 511 estaven classificades com a «altres inactius».

### Ingressos
El 2009 a Algrange hi havia 2.705 unitats fiscals que integraven 5.930,5 persones, la mediana anual d'ingressos fiscals per persona era de 15.616 €.

### Activitats econòmiques
Dels 131 establiments que hi havia el 2007, 1 era d'una empresa extractiva, 5 d'empreses alimentàries, 1 d'una empresa de fabricació de material elèctric, 10 d'empreses de fabricació d'altres productes industrials, 16 d'empreses de construcció, 24 d'empreses de comerç i reparació d'automòbils, 5 d'empreses de transport, 12 d'empreses d'hostatgeria i restauració, 6 d'empreses d'informació i comunicació, 4 d'empreses financeres, 9 d'empreses immobiliàries, 5 d'empreses de serveis, 17 d'entitats de l'administració pública i 16 d'empreses classificades com a «altres activitats de serveis».
Dels 42 establiments de servei als particulars que hi havia el 2009, 1 era una oficina d'administració d'Hisenda pública, 1 oficina de correu, 2 oficines bancàries, 1 funerària, 5 tallers de reparació d'automòbils i de material agrícola, 1 autoescola, 1 paleta, 4 fusteries, 4 lampisteries, 3 electricistes, 9 perruqueries, 6 restaurants i 4 agències immobiliàries.
Dels 12 establiments comercials que hi havia el 2009, 2 eren supermercats, 1 una botiga de més de 120 m², 4 fleques, 2 carnisseries, 2 botigues de roba i 1 una joieria.
L'any 2000 a Algrange hi havia 3 explotacions agrícoles.

## Equipaments sanitaris i escolars
El 2009 hi havia 1 hospital de tractaments de curta durada, 1 hospital de tractaments de mitja durada (seguiment i rehabilitació, 2 hospitals de tractaments de llarga durada, 1 centre de salut i 2 farmàcies.
El 2009 hi havia 3 escoles maternals i 3 escoles elementals. A Algrange hi havia 1 col·legi d'educació secundària, 1 liceu d'ensenyament general i 1 liceu tecnològic. Als col·legis d'educació secundària hi havia 337 alumnes, als liceus d'ensenyament general n'hi havia 261 i als liceus tecnològics 444.

## Poblacions més properes
El següent diagrama mostra les poblacions més properes.